# Cezar Baltag
Cezar Baltag (n. 26 iulie 1939, Mălinești, județul Hotin (azi Cernăuți, Ucraina) - d. 26 mai 1997, București), fiul preotului Porfirie Baltag și al Margaretei Baltag (n. Alexandrescu), a fost un poet român, eseist și traducător modern, militant împotriva stalinismului cultural, împotriva proletcultismului, unul dintre cei mai valoroși reprezentanți ai generației resurecției lirismului, alături de Nichita Stănescu, Marin Sorescu, Ioan Alexandru, Adrian Păunescu ș.a.

## Viața și opera
După absolvirea cursurilor liceale, în 1955, la Pitești, urmează între anii 1955 - 1960 cursurile Facultății de Filologie de la Universitatea din București. Funcționează ca redactor la „Gazeta literară” (între anii 1960 - 1968), ca redactor-șef adjunct la „Luceafărul” (între anii 1968 - 1974), apoi ca redactor la „Viața românească”. Debutează în 1960, cu un volum de versuri ale ieșirii din trena stalinismului cultural, Comuna de aur, volum „girat” în fața proletcultismului epocii de criticul „deschiderilor veluroase”, Paul Georgescu. Apoi, „decada de aur” a volumelor sale de versuri cuprinde:
- Vis planetar (1962),
- Răsfrângeri (1966),
- Monada (1968),
- Odihnă în țipăt (1969),
- Șah orb (1970),
- Madona din dud (1973),
- Unicorn în oglindă (1975),
- Poeme (1981),
- Dialog la mal (1985),
- Euridice și umbra (1988),
- Chemarea numelui (1995),
- Ochii tăcerii (1996) etc.

Eseistul se remarcă prin Paradoxul semnelor (1996); iar tâlmăcitorul din limba franceză, prin traducerea unor vestite lucrări semnate de Mircea Eliade – Istoria credințelor și ideilor religioase, vol. I, II, III, București, Editura Științifică și Enciclopedică, 1981, 1986 și, respectiv, 1988;  Dicționar al religiilor (de M. Eliade și Ioan P. Culianu), București, Ed. Humanitas, 1993; etc.